# Stylosomus
Stylosomus là một chi bọ cánh cứng trong họ Chrysomelidae.
Chi này được miêu tả khoa học năm 1848 bởi Suffrian.

## Các loài
Các loài trong chi này gồm:
- Stylosomus arnoldi Warchalowski, 2006
- Stylosomus biplagiatus Wollaston, 1864
- Stylosomus corsicus Rey, 1883
- Stylosomus cylindricus F. Morawitz, 1860
- Stylosomus ericeti Suffrian, 1851
- Stylosomus flavus Marseul, 1875
- Stylosomus hartmanni Medvedev, 2003
- Stylosomus ilicicola Suffrian, 1848
- Stylosomus lutetianus Sainte Claire Deville, 1914
- Stylosomus minutissimus Germar, 1824
- Stylosomus nepalicus Medvedev, 2003
- Stylosomus obscuritarsis Pic, 1914
- Stylosomus rugithorax Abeille, 1877
- Stylosomus tamarisci Herrich-Schaeffer, 1838
- Stylosomus xantholus Rey, 1885